# Michel Prost
Pour les articles homonymes, voir Prost.
Michel Prost, né le 23 février 1946 à Charenton-le-Pont (Val-de-Marne), est un footballeur français.

## Carrière
Michel Prost évolue comme attaquant. Il joue successivement dans les équipes suivantes : Stade Saint-Germain, Paris SG, Paris FC, AS Nancy-Lorraine, SC Bastia, Red Star FC, Rosny sous Bois FC et AS Poissy.
Il inscrit au total 174 buts en 347 matchs en première division du championnat de France.